# Internazionali di Tennis di Baviera 2025
Gli Internazionali di Tennis di Baviera 2025, ufficialmente BMW Open 2025 per motivi di sponsorizzazione, sono stati un torneo di tennis giocato sulla terra rossa. È stata la 109ª edizione del torneo facente parte, da quest'anno, dell'ATP Tour 500 nell'ambito dell'ATP Tour 2025. Si è giocato al MTTC Iphitos di Monaco di Baviera, in Germania, dal 14 al 20 aprile 2025.

## Partecipanti al singolare

### Teste di serie
| Nazionalità | Giocatore             | Ranking* | Testa di serie |
| ----------- | --------------------- | -------- | -------------- |
| Germania    | Alexander Zverev      | 2        | 1              |
| Stati Uniti | Ben Shelton           | 14       | 2              |
| Canada      | Félix Auger-Aliassime | 19       | 3              |
| Francia     | Ugo Humbert           | 20       | 4              |
| Argentina   | Francisco Cerúndolo   | 22       | 5              |
| Rep. Ceca   | Jakub Menšík          | 23       | 6              |
| Rep. Ceca   | Jiří Lehečka          | 28       | 7              |
| Canada      | Denis Shapovalov      | 29       | 8              |

* Ranking al 7 aprile 2025.

#### Altri partecipanti
I seguenti giocatori hanno ricevuto una wildcard per il tabellone principale:
- Daniel Altmaier
- Justin Engel
- Yannick Hanfmann

I seguenti giocatori sono entrati nel tabellone principale passando dalle qualificazioni:

- Aleksandr Bublik
- Borna Gojo
- Learner Tien
- Tseng Chun-hsin

I seguenti giocatori sono entrati nel tabellone principale come lucky loser:
- Diego Deduro-Palomero
- Billy Harris
- Aleksandr Ševčenko
- Botic van de Zandschulp

#### Ritiri
Prima del torneo
- Matteo Berrettini → sostituito da  Mariano Navone
- Nuno Borges → sostituito da  Billy Harris
- Taylor Fritz → sostituito da  Jakub Menšík
- Quentin Halys → sostituito da  Aleksandr Ševčenko
- Hubert Hurkacz → sostituito da  David Goffin
- Gaël Monfils → sostituito da  Diego Deduro-Palomero
- Alejandro Tabilo → sostituito da  Botic van de Zandschulp
- Zhang Zhizhen → sostituito da  Fábián Marozsán

## Partecipanti al doppio

### Teste di serie
| Nazione     | Giocatore          | Nazione     | Giocatore        | Ranking* | Testa di serie |
| ----------- | ------------------ | ----------- | ---------------- | -------- | -------------- |
| Germania    | Kevin Krawietz     | Germania    | Tim Pütz         | 17       | 1              |
| Spagna      | Marcel Granollers  | Argentina   | Horacio Zeballos | 21       | 2              |
| Stati Uniti | Christian Harrison | Stati Uniti | Evan King        | 51       | 3              |
| Regno Unito | Jamie Murray       | Stati Uniti | Rajeev Ram       | 52       | 4              |

* Ranking al 7 aprile 2025.

### Altri partecipanti
Le seguenti coppie di giocatori hanno ricevuto una wildcard per il tabellone principale:
- Andreas Mies /  Jan-Lennard Struff
- Jakob Schnaitter /  Mark Wallner

La seguente coppia di giocatori è passata dalle qualificazioni:
- Justin Engel /  Max Hans Rehberg

La seguente coppia di giocatori è entrata in tabellone come alternate:
- Guido Andreozzi /  Théo Arribagé

### Ritiri
Prima del torneo
- Matthew Ebden /  John Peers → sostituiti da  Guido Andreozzi /  Théo Arribagé

## Punti
| Evento    | V   | F   | SF  | QF  | 2T   | 1T | Q  | Q2 | Q1 |
| Singolare | 500 | 330 | 200 | 100 | 50   | 0  | 25 | 13 | 0  |
| Doppio    | 500 | 300 | 180 | 90  | N.D. | 0  | 45 | 25 | 0  |

## Montepremi
| Evento    | V        | F        | SF       | QF      | 2T      | 1T      | Q2     | Q1     |
| Singolare | 467485 € | 251555 € | 134065 € | 68490 € | 36560 € | 19500 € | 9995 € | 5605 € |
| Doppio*   | 153570 € | 81900 €  | 41440 €  | 20720 € | N.D.    | 10730 € | N.D.   | N.D.   |

*per team

## Campioni

### Singolare
Alexander Zverev ha sconfitto in finale  Ben Shelton con il punteggio di 6–2, 6–4.
- È il ventiquattresimo titolo in carriera per Zverev, il primo in stagione.

### Doppio
André Göransson /  Sem Verbeek hanno sconfitto in finale  Kevin Krawietz /  Tim Pütz con il punteggio di 6–4, 6–4.